# عربیان‌والا
عربیان‌والا (به انگلیسی: Arbianwala) یک شهرک در پاکستان است که در چنیوت، پاکستان واقع شده‌است. عربیان‌والا ۱۰۷ متر بالاتر از سطح دریا واقع شده‌است.